# نیل (آلاباما)
نیل (به انگلیسی: Neel) یک منطقهٔ مسکونی در ایالات متحده آمریکا است که در شهرستان مورگان، آلاباما واقع شده‌است. نیل ۱۸۹ متر بالاتر از سطح دریا واقع شده‌است.